# احمد حسین عیدان
احمد حسین عیدان (انگلیسی: Ahmed Hussein Adan؛ زادهٔ ۱ ژوئیهٔ ۱۹۷۷) بازیکن فوتبال اهل عراق بود.
از باشگاه‌هایی که در آن بازی کرده‌است می‌توان به باشگاه فوتبال الشرطه (عراق) اشاره کرد.
وی همچنین در تیم ملی فوتبال عراق بازی کرده‌است.